# Gomphogaster leucosarx
Gomphogaster leucosarx — вид грибів, що належить до монотипового роду Gomphogaster. Зустрічається в США.